# Streptococcus pneumoniae
Streptococcus pneumoniae, cunoscut și sub denumirea de pneumococ, este o bacterie sferică, gram pozitivă, alfa-hemolitică. Este un germen comensal, care face parte din flora normală a căilor respiratorii superioare, procentajul de purtători oro-faringieni asimptomatici în populație variind între 30-70%. Poate coloniza de asemenea tractul intestinal și mucoasele uro-genitale. În anumite condiții, poate provoca boli: fie infecții prin propagare în regiuni anatomice învecinate nazo-faringelui (otite, sinuzite, infecții ale căilor respiratorii inferioare, inclusiv pneumonie), fie infecții invazive prin diseminare în sânge (bacteriemie) și apariția de focare infecțioase la distanță: septicemie, meningită, endocardită, pericardită, osteomielită, artrite septice, pneumonie prin mecanism invaziv etc.

## Istoric
Bacteria a fost identificată pentru prima dată în anul 1881, independent de medicul american George Sternberg și de către chimistul francez Louis Pasteur. Denumit inițial Diploccocus pneumoniae, încă din anul 1926 (din cauza modului caracteristic de grupare în cazul colorației gram), a fost redenumit în anul 1974 Streptococcus pneumoniae datorită creșterii sale în medii lichide.

## Virulența
Virulența este diferită, în funcție de factorii care acționează la suprafața bacteriei sau în interiorul celulei:
- Capsula polizaharidică -previne fagocitoza prin inhibarea opsonizării C3b a celulelor bacteriene
- Pneumolizina (Ply) -a o proteină de 53-kDa care poate provoca liza celulelor țintă și activarea complementului
- Autolizina (LytA) -activarea acestei proteine, determina liza bacteriei ceea ce duce la eliberarea conținutului
- Peroxidul de hidrogen -poate provoca apoptoza în celulele neuronale în timpul meningitei
- Complex proteină A-colină (CbpA) -o adezină care interacționează cu polizaharidele de la suprafața celulelor epiteliale pulmonare
- Antigenul de protecție (PspA) -poate inhiba opsonizarea pneumococilor.